# Trượt băng tốc độ tại Thế vận hội Mùa đông 2018 - Xuất phát đồng hàng nữ
Nội dung xuất phát đồng hàng nữ của môn trượt băng tốc độ tại Thế vận hội Mùa đông 2018 diễn ra vào ngày 24 tháng 2 năm 2018 tại Gangneung Oval ở Gangneung.

## Thể thức
Tại mỗi cuộc thi bán kết sẽ có 12 người. Tám người có thành tích xuất sắc nhất ở mỗi bán kết thi đấu ở chung kết. Mỗi cuộc đua gồm 16 vòng. Ba người dẫn đầu sau vòng đua thứ 16 lần lượt nhận 60, 40 và 20 điểm. Ba người về đích đầu ở mỗi vòng 4, 8 và 12 được nhận lần lượt 5, 3 và 1 điểm (điểm nước rút). Thứ hạng của giải đấu được xác định dựa trên điểm nhận được ở các chặng nước rút, rồi sau đó tới thời gian về đích đối với các vận động viên bằng điểm. Tại Gangneung Oval, độ dài của 16 vòng đua là 5.695,17 m (355,95 m mỗi vòng).

## Kết quả

### Bán kết
| Hạng | Bán kết | Tên                    | Quốc gia     | Điểm | Thời gian | Ghi chú |
| ---- | ------- | ---------------------- | ------------ | ---- | --------- | ------- |
| 1    | 1       | Francesca Lollobrigida | Ý            | 68   | 8:54.19   | Q       |
| 2    | 1       | Guo Dan                | Trung Quốc   | 43   | 8:54.20   | Q       |
| 3    | 1       | Keri Morrison          | Canada       | 21   | 8:54.25   | Q       |
| 4    | 1       | Irene Schouten         | Hà Lan       | 5    | 8:54.94   | Q       |
| 5    | 1       | Nana Takagi            | Nhật Bản     | 5    | 8:55.14   | Q       |
| 6    | 1       | Kim Bo-reum            | Hàn Quốc     | 4    | 9:22.21   | Q       |
| 7    | 1       | Mia Manganello         | Hoa Kỳ       | 1    | 8:54.52   | Q       |
| 8    | 1       | Maryna Zuyeva          | Belarus      | 0    | 8:54.38   | Q       |
| 9    | 1       | Elena Møller Rigas     | Đan Mạch     | 0    | 8:54.39   |         |
| 10   | 1       | Laura Gómez            | Colombia     | 0    | 8:54.99   |         |
| 11   | 1       | Magdalena Czyszczoń    | Ba Lan       | 0    | 8:56.66   |         |
| 12   | 1       | Ramona Härdi           | Thụy Sĩ      | 0    | DNF       |         |
| 1    | 2       | Nikola Zdráhalová      | Cộng hòa Séc | 60   | 8:32.22   | Q       |
| 2    | 2       | Annouk van der Weijden | Hà Lan       | 40   | 8:32.31   | Q       |
| 3    | 2       | Li Dan                 | Trung Quốc   | 24   | 8:32.49   | Q       |
| 4    | 2       | Claudia Pechstein      | Đức          | 5    | 8:35.59   | Q       |
| 5    | 2       | Heather Bergsma        | Hoa Kỳ       | 5    | 8:38.19   | Q       |
| 6    | 2       | Francesca Bettrone     | Ý            | 5    | 8:38.69   | Q       |
| 7    | 2       | Saskia Alusalu         | Estonia      | 3    | 8:35.58   | Q       |
| 8    | 2       | Luiza Złotkowska       | Ba Lan       | 3    | 9:08.41   | Q       |
| 9    | 2       | Park Ji-woo            | Hàn Quốc     | 1    | 8:33.43   |         |
| 10   | 2       | Ivanie Blondin         | Canada       | 1    | 8:53.92   |         |
| 11   | 2       | Tatsiana Mikhailava    | Belarus      | 0    | 8:33.93   |         |
| 12   | 2       | Ayano Sato             | Nhật Bản     | 0    | DNF       |         |

### Chung kết
| Hạng | Tên                    | Quốc gia     | Điểm | Thời gian | Ghi chú |
| ---- | ---------------------- | ------------ | ---- | --------- | ------- |
| 1    | Nana Takagi            | Nhật Bản     | 60   | 8:32.87   |         |
| 2    | Kim Bo-reum            | Hàn Quốc     | 40   | 8:32.99   |         |
| 3    | Irene Schouten         | Hà Lan       | 20   | 8:33.02   |         |
| 4    | Saskia Alusalu         | Estonia      | 15   | 8:47.46   |         |
| 5    | Li Dan                 | Trung Quốc   | 6    | 8:50.48   |         |
| 6    | Maryna Zuyeva          | Belarus      | 3    | 8:41.73   |         |
| 7    | Francesca Lollobrigida | Ý            | 1    | 8:33.30   |         |
| 8    | Nikola Zdráhalová      | Cộng hòa Séc | 1    | 8:41.35   |         |
| 9    | Luiza Złotkowska       | Ba Lan       | 1    | 8:47.34   |         |
| 10   | Guo Dan                | Trung Quốc   | 0    | 8:33.90   |         |
| 11   | Heather Bergsma        | Hoa Kỳ       | 0    | 8:35.80   |         |
| 12   | Keri Morrison          | Canada       | 0    | 8:41.38   |         |
| 13   | Claudia Pechstein      | Đức          | 0    | 8:41.45   |         |
| 14   | Annouk van der Weijden | Hà Lan       | 0    | 8:42.19   |         |
| 15   | Mia Manganello         | Hoa Kỳ       | 0    | 8:54.40   |         |
| 16   | Francesca Bettrone     | Ý            | 0    | 9:04.82   |         |